# Batalha dos Aflitos
A Batalha dos Aflitos é o nome usado para uma partida de futebol completamente atípica e que resultou na conquista, pelo Grêmio, do Campeonato Brasileiro Série B de 2005. Foi disputada no sábado, 26 de novembro de 2005 entre Náutico e Grêmio em Recife, Pernambuco. O nome "Batalha dos Aflitos" é usado em referência ao local da partida, o Estádio Eládio de Barros Carvalho, e também à enorme tensão demonstrada por ambos os clubes durante a partida. O eventual vencedor seria promovido para o Campeonato Brasileiro Série A em 2006. Um pênalti no segundo tempo levou a uma confusão generalizada que paralisou o jogo por 27 minutos, com quatro jogadores gremistas expulsos e ingresso em campo da polícia e de dirigentes. Após a cúpula gremista desistir de tirar a equipe de campo e aceitar a cobrança do pênalti, o goleiro Rodrigo Galatto defendeu a penalidade, levando a um contra-ataque em que Anderson marcou o único gol da partida, dando o acesso e título da Série B ao Grêmio.

## Prelúdio
O Grêmio foi rebaixado pela segunda vez após acabar o Brasileiro de 2004 na última colocação, enquanto o Náutico não disputava a primeira divisão desde 1994. A Série B de 2005 foi a última edição do torneio antes de ser implementado o sistema de pontos corridos, tendo sido disputada em três fases e, ao final, promovendo somente duas equipes. Na primeira fase, o Grêmio acabou em quarto e o Náutico em sétimo. Na segunda, com dois grupos de quatro, o Náutico venceu seu grupo e o Grêmio ficou em segundo, e assim ambos foram para o quadrangular final que determinaria as equipes promovidas.
A última rodada, em 26 de novembro de 2005, teria duas partidas em Recife. No Estádio do Arruda, o Santa Cruz enfrentava a Portuguesa, enquanto no Estádio dos Aflitos o Náutico recebia o Grêmio. Apenas a Portuguesa tinha poucas chances de classificação. O Grêmio precisava de, no mínimo, um empate para se garantir na Série A do ano seguinte e de uma vitória para ser campeão da Série B. O Náutico precisava vencer a partida para garantir o acesso com o Santa Cruz. A situação financeira problemática do Grêmio implicava que em caso de não se classificar, o clube poderia decretar falência.

### Classificação antes da partida
| Pos. | Time       | P | J | V | E | D | GP | GC | SG |
| ---- | ---------- | - | - | - | - | - | -- | -- | -- |
| 1    | Grêmio     | 9 | 5 | 2 | 3 | 0 | 7  | 4  | +3 |
| 2    | Santa Cruz | 7 | 5 | 2 | 1 | 2 | 5  | 7  | –2 |
| 3    | Náutico    | 6 | 5 | 2 | 0 | 3 | 6  | 5  | +1 |
| 4    | Portuguesa | 5 | 5 | 1 | 2 | 2 | 8  | 10 | –2 |

|  |                                   |
|  | Promovidos para a Série A em 2006 |

## Resumo

### Prévia e primeiro tempo
Antes mesmo de começar, o Náutico e sua torcida demonstravam hostilidade ao Grêmio. Os dirigentes e torcedores gremistas foram forçados por funcionários do Náutico a entrar no estádio passando pela torcida pernambucana, enquanto os atletas entraram em um minúsculo vestiário recém-pintado, com uma porta fechada a cadeado que impedia acesso ao gramado para o aquecimento. Desde o início da partida, muito disputada, o nervosismo era claro em todos os jogadores. Jogadas ríspidas e reclamações eram constantes. O Náutico atacava mais, esbarrando na fechada defesa gremista. O Náutico errou um pênalti na primeira etapa.

### Segundo tempo
O segundo tempo via o Náutico ainda pressionando, mas incapaz de abrir o placar, mesmo após alcançar vantagem numérica com a expulsão do lateral gremista Alejandro Escalona aos trinta minutos. O Grêmio, com o 0x0, ia atingindo seu objetivo. Porém, aos 35 minutos da etapa complementar, o juiz Djalma Beltrami anotou uma bola que acertou o cotovelo do defensor gremista Nunes como pênalti para os pernambucanos, acusando Nunes de ter tocado com a mão na bola. Considerando a marcação injusta, os gremistas se revoltaram e foram tirar satisfação com o árbitro, que expulsou Nunes e Patrício após ser agredido pelos atletas. A Polícia Militar de Pernambuco invadiu o campo, agrediu os gremistas, e instalou-se uma confusão generalizada com reservas, dirigentes e torcedores entrando no gramado. A partida ficou parada por mais de vinte minutos, com o meia Marcel arrancando a grama da marca do pênalti visando impedir a cobrança da penalidade e Domingos sendo expulso após tirar a bola das mãos do juiz. Os dirigentes do time tricolor ameaçaram tirar o time de campo em diversas oportunidades. Na visão deles, essa poderia ser a única chance de, nos tribunais, tentar reverter um quadro que, no campo, parecia irreversível: já com sete jogadores, uma expulsão a mais do tricolor encerraria a partida porque as regras impedem um time de ter menos de sete jogadores, e se o Grêmio sofresse o gol de pênalti precisaria, com quatro jogadores a menos, fazer um gol para empatar o jogo desta forma e subir para a elite do futebol brasileiro. Porém, ao se constar que o jogo havia sido interrompido por falta de condições de segurança, os tribunais desportivos poderiam anular o resultado para auxiliar o time gaúcho. No entanto, o técnico Mano Menezes decidiu que retirar a equipe em campo seria uma marca negativa, e decidiu conter os jogadores que tentavam impedir a entrada de Beltrami antes de falar com o árbitro e o presidente gremista Paulo Odone. Após discutir com um assessor advogado, Odone decidiu que o risco de depender uma decisão da justiça desportiva não valia a pena, e pediu ao goleiro Galatto que tomasse parte na cobrança. Os ânimos arrefeceram e os gremistas voltaram às suas posições. O árbitro, mesmo agredido com chutes, não expulsou o quinto jogador do Grêmio, o que implicaria na vitória da equipe pernambucana.
O jogador Ademar, zagueiro do Náutico, foi escolhido para bater a penalidade que poderia decretar a falência do clube gaúcho. Porém, Galatto defendeu a cobrança, e no escanteio resultante, o Grêmio armou um contra-ataque no qual Anderson disparou para o campo de ataque e, sozinho, entrou a dribles na zaga pernambucana para anotar o único gol da partida aos sessenta e um minutos do segundo tempo: Grêmio 1×0 Náutico. Atônitos, os jogadores e torcedores do Náutico ficaram sem reação com o que estava acontecendo, enquanto os jogadores e comissão técnica gremista corriam para todos os lados chorando e comemorando algo que, minutos antes, conforme colocado pelo narrador Pedro Ernesto Denardin, da Rádio Gaúcha, "só aconteceria por um milagre". O tricolor gaúcho voltava à elite do futebol brasileiro.
Como no outro jogo o Santa Cruz havia vencido por 2 a 1, o tricolor pernambucano confirmara o acesso e mantinha o título enquanto o jogo nos Aflitos não acabava, e chegou a dar a volta olímpica no Arruda com um troféu improvisado. Porém, o gol do Grêmio garantiu o título da Série B aos gaúchos.
| “ | "É inacreditável. I-na-cre-di-tá-vel: com sete homens em campo, com sete homens em campo o Grêmio está fazendo uma façanha. Só o Grêmio, a sua força, a sua fé, eu nunca vi disso, o mundo nunca viu nada parecido. O Grêmio está fazendo uma façanha extraordinária, uma façanha que não tem na história do futebol mundial". | ” |
|   | — Pedro Ernesto Denardin, narrador brasileiro. |   |

## Partida
| 26 de novembro de 2005 | Náutico | 0 – 1            | Grêmio          | Estádio dos Aflitos, Recife                 |
| 16:00                  |         | Relatório Súmula | Anderson 90+16' | Público: 29 891 Árbitro: RJ Djalma Beltrami |

| Náutico | Grêmio |

| Náutico:       |    |                  |          |     |
|                |    |                  |          |     |
| GK             | 1  | Rodolpho         |          |     |
| RB             | 2  | Bruno Carvalho   | 15'      | 64' |
| CB             | 3  | Tuca             |          |     |
| CB             | 4  | Batata           | 67', 84' |     |
| LB             | 6  | Ademar           |          |     |
| RM             | 8  | Cleisson         |          |     |
| CM             | 5  | Tozo             | 43'      | 81' |
| CM             | 7  | David            |          | 71' |
| LM             | 10 | Danilo           |          |     |
| CF             | 11 | Kuki             |          |     |
| CF             | 9  | Paulo Matos      | 55'      |     |
| Substituições: |    |                  |          |     |
| GK             | 12 | Dida             |          |     |
| DF             | 13 | Ricardo Henrique |          |     |
| DF             | 14 | Aldivan          |          |     |
| MF             | 15 | Luciano          |          |     |
| MF             | 16 | Beto             |          | 81' |
| CF             | 17 | Miltinho         |          | 64' |
| CF             | 18 | Romualdo         |          | 71' |
| Técnico:       |    |                  |          |     |
| Roberto Cavalo |    |                  |          |     |

| Grêmio:        |    |                         |          |     |
|                |    |                         |          |     |
| GK             | 1  | Galatto                 |          |     |
| RB             | 2  | Patrício                | 80'      |     |
| CB             | 3  | Domingos                | 32' 80'  |     |
| CB             | 4  | Pereira                 | 61'      |     |
| LB             | 6  | Alejandro Escalona      | 12', 78' |     |
| DM             | 5  | Nunes                   | 80'      |     |
| DM             | 8  | Sandro Goiano           |          |     |
| AM             | 10 | Marcelo Costa           |          |     |
| AM             | 11 | Marcel                  | 80'      | 60' |
| CF             | 7  | Ricardinho              |          | 46' |
| CF             | 9  | Marcelo Lipatín         |          | 81' |
| Substituições: |    |                         |          |     |
| GK             | 12 | Marcelo Grohe           |          |     |
| CB             | 13 | Marcelo Oliveira        |          | 81' |
| RB             | 14 | Alessandro              |          |     |
| CM             | 15 | Lucas Leiva             |          | 46' |
| AM             | 16 | Marco Aurélio Jacozinho |          |     |
| AM             | 17 | Anderson                |          | 60' |
| CF             | 18 | Samuel                  |          |     |
| Técnico:       |    |                         |          |     |
| Mano Menezes   |    |                         |          |     |

## Legado
A partida foi amplamente comentada pela imprensa gaúcha, nacional e, inclusive, internacional. Em especial, foi ressaltado como o jogo marcava a redenção do Grêmio, que ia fechando uma temporada em baixa com um jogo dramático, mas conseguiu superar todas as dificuldades em apenas setenta e um segundos para voltar à Série A com o título da segunda divisão.
O jornal britânico The Times ressaltou os feitos do Grêmio e o caráter atípico da partida, denominando o tricolor gaúcho como o "Fight Club", em referência ao premiado filme homônimo de David Fincher. O portal uruguaio Fútbol destacou o desempenho do Grêmio como "milagroso e heróico". O diário esportivo argentino Ole disse que nem o sonho dos mais otimistas gremistas poderiam ter imaginado algo "tão lindo". O narrador Pedro Ernesto Denardin, que acompanhou a partida pela Rádio Gaúcha, ressaltou no ato do gol da vitória que o Grêmio realizava uma façanha sem igual na história do futebol. No aniversário de dez anos da partida, o narrador destacou que o feito segue vivo na memória do torcedor e do esporte como um todo:
| “ | É uma coisa realmente inacreditável o que aconteceu, jamais imaginei que pudesse ver alguma coisa parecida com aquilo. O Grêmio, com sete homens contra 11, conseguiu fazer o gol que deu a vitória. Temos aí a Batalha dos Aflitos, um dos episódios mais marcantes da história do futebol brasileiro. | ” |

Posteriormente, o feito originou um livro, 71 Segundos - o Jogo de Uma Vida (2006),  e o documentário Inacreditável - A Batalha dos Aflitos (2006).
A revista especializada Panenka publicou o artigo "Cuando el Inmortal estuvo a punto de morir" na edição de novembro de 2015, comemorando o aniversário do jogo.
No ano seguinte, o Náutico ficou em terceiro no Campeonato Brasileiro de Futebol de 2006 - Série B, garantindo seu retorno à primeira divisão após treze anos. Novamente a última rodada teve um jogo decisivo e sofrido nos Aflitos, onde o Náutico precisava vencer o já eliminado Ituano para fechar o torneio na zona de classificação, e só fez os gols da vitória no segundo tempo. A campanha foi registrada pelo Náutico em um documentário, Batalha dos Aflitos 2 - A volta por cima (2007).